# Statenverkiezingen Curaçao 1962
Op 4 juni 1962 vonden in Curaçao verkiezingen plaats voor de kiesgroep Curaçao van de Staten van de Nederlandse Antillen.

## Stemmen en zetelverdeling
| Partij           | 1962      | 1962   |
| Partij           | # stemmen | zetels |
| ---------------- | --------- | ------ |
| PNP              | 22.526    | 7      |
| DP               | 18.953    | 5      |
| overige partijen | 4.391     | 0      |
| Totaal           | 45,870    | 12     |